# قنبلة لوب

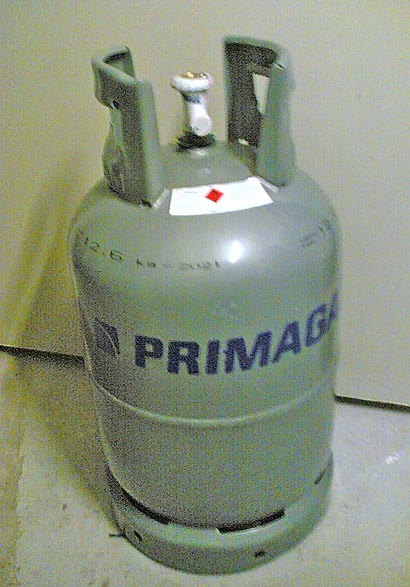
غالبًا ما تُصنع قنابل اللوب من خزانات البروبان المعدنية التي تم تفريغها من وقودها وملؤها بالمتفجرات والمواد المتفجرة

القنبلة القاذفة (المعروفة رسميًا باسم مدفع هاون مرتجل مدعوم بصواريخ، ذخيرة مرتجلة مدعومة بصواريخ، أو IRAM) هي عبوة ناسفة مرتجلة تُطلق بصواريخ مصنوعة من علبة معدنية كبيرة (غالبًا ما تكون خزان غاز بروبان فُرِّغ من محتوياته ومُلِئ بالمتفجرات والخردة المعدنية وكرات معدنية (Ball-Bearing))، والتي استخدمها المتمردون وكذلك الجيش والشرطة العراقيون خلال حرب العراق منذ أواخر عام 2007، وكذلك من قبل قوات مختلفة في صراعات أخرى. السلاح هو في الأساس نسخة محمولة جواً من عبوة ناسفة مرتجلة.

## تصميم
كانت القنابل القاذفة المبكرة في العراق تُدفع بواسطة صواريخ عيار 107 ملم، وتُطلق عدة صواريخ في وقت واحد، من على ظهر شاحنات صغيرة حيث يمكن ترتيبها في صفوف، وأحيانًا عن طريق التحكم عن بعد (باستخدام إشارة من هاتف محمول أو هاتف لاسلكي أو سلك أوامر أو أشكال أخرى من أجهزة التحكم عن بعد). وعادةً ما تُطلق في مسار مقوس، مما يتيح توجيهها فوق الجدران التي تحيط بالقواعد المعادية وغيرها من المنشآت العسكرية، بطريقة مماثلة لقذائف الهاون التقليدية. ويُعتقد أن هذا السلاح غير دقيق إلى حد كبير، وتشير التقديرات غير الرسمية إلى أن مدى قنابل لوب المستخدمة حتى الآن يتراوح بين 50 و150 ياردة (أي ما يعادل 45 إلى 140 مترًا تقريبًا). وفي وقت لاحق، أصبحت قنابل لوب ناقلًا رئيسيًا للأسلحة الكيميائية، حيث نُفِّذَ ما يصل إلى 89٪ من هجمات غاز الكلور التي شنتها القوات الحكومية في الحرب الأهلية السورية بهذه الطريقة.

## تاريخ
إن استخدام نظام الإطلاق المرتجل والصواريخ ليس أمرًا جديدًا في الحروب. فقد طوّر الجيش الجمهوري الأيرلندي المؤقت نظامًا مشابهًا خلال فترة المشاكل. واستُخدم هذا النظام في هجوم فبراير/شباط 1991 على مبنى 10 داونينج ستريت، مكتب رئيس الوزراء البريطاني ومقر إقامته في لندن.

استُخدمت قنابل اللوب خلال حرب فيتنام من قِبل جيش الفيت كونغ/جيش فيتنام الشمالية، وتحديدًا في عملية أوكلاهوما هيلز، من 1 مارس إلى 29 مايو 1969. فيما يلي جزء من تقرير ما بعد العملية الذي كتبه العقيد آر إل نيكولز، قائد فوج مشاة البحرية السابع، والذي يصف هذا الجهاز وكيفية استخدامه:
وُجِّهت أولى ضربات “لوب بومب” نحو منطقة الإيواء الخلفية التي شغلها مؤقتاً الكتيبة الثالثة، مشاة البحرية السادسة والعشرون، على الإصبع الثالث من التلة 55 (AT973614) بتاريخ 252300H نيسان 1969. تألفت القنبلة من قنبلة واحدة زنتها 250 رطلاً منخفضة السحب، رُفِض استخدام صاعق NVA رقم 8 فيها… ودُفِعت لمسافة 600 متر من موقع إطلاق يقع جنوب شرق منطقة الاصطدام. وفي تلك الواقعة، حدث انفجار جوي منخفض نتج عنه أقصى انتشار للشظايا. … أما الخسائر الناتجة عن هذه الإطلاقات الأربع فكانت قتيلاً واحداً (KIA) و28 جريحاً (WIA).
أُجري تحليل لمواضع الإطلاق والحفر الناتجة عن الاصطدام… بتاريخ 14 أيار، عندما عُرِضت… تقنية “اللوب بومب” مُظهرةً كيف وُضِع الشحن الدافع (علبة بحجم ربع غالون أو علبة رقم 10 مملوءة بالمتفجرات) تحت مركز ثقل القذيفة وفُجِّر.
أدت الاختبارات الميدانية اللاحقة التي أجراها أفراد من قسم الاستخبارات G-2 في الفرقة إلى تحديد أكثر دقة لمعايير الأداء. فقد يتجاوز المدى الذي يمكن فيه دفع الذخائر غير المنفجرة 1000 متر، ويبدو أنه لا توجد حدود عملية لحجم الذخيرة التي يمكن دفعها (أُبلِغ عن “قذف” قنبلة زنتها 750 رطلاً باتجاه موقع لواء رينجر الفيتناميين الجنوبيين)، على الرغم من أن أكثر الذخائر شيوعاً التي أُطلِقت كانت قذائف مدفعية 105 ملم غير منفجرة وقنابل منخفضة السحب زنتها 250 رطلاً. (يتضمن تقرير أكثر تفصيلاً عن تركيب واستخدام “اللوب بومب” في نشرة الاستخبارات الخاصة للفرقة البحرية الأولى المؤرخة في 26 أيار).
```
1969."
[
9
]
```

وفقًا لمسؤولين عسكريين أمريكيين، صُممت قنابل لوب لإحداث "أضرار كارثية"، ولديها القدرة على قتل "عشرات الجنود" دفعة واحدة، أكثر من العبوات الناسفة التقليدية. وُصِفَ استخدام مثل هذه الأجهزة في العراق لأول مرة في وسائل الإعلام الدولية في يوليو 2008، عندما وصف الجنرال جيفري هاموند، قائد الفرقة الرابعة للمشاة وقوات الولايات المتحدة في بغداد، قنبلة لوب بأنها "أعظم تهديد نواجهه الآن". بحلول 12 يوليو 2008، قُتل ثلاثة جنود أمريكيين وجُرح 15 في 11 هجومًا بقنابل لوب على قواعد أمريكية، حدثت جميع الوفيات الثلاث في هجوم في 28 أبريل 2008 على قاعدة العمليات الأمامية الأمريكية لويالتي في شرق بغداد. بحلول ذلك الوقت، لم يُعثَر على هذا السلاح إلا في بغداد، حيث استخدمه المتمردون الشيعة، الذين اعترف الجيش الأمريكي بقدرتهم المتفوقة على إخفاء الأدلة الجنائية حول هويتهم. وقد وجد الجيش الأمريكي أن الصواريخ المستخدمة في دفع القنابل الصاروخية أُنتِجَت في إيران وروسيا والصين.

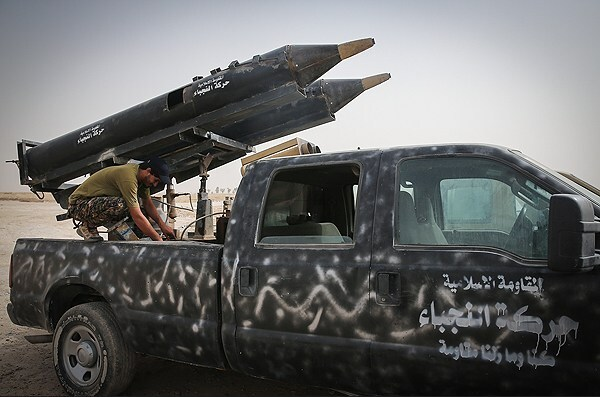
قذيفة هاون مرتجلة مدعومة بصواريخ استخدمتها حركة حزب الله النجباء في محافظة صلاح الدين، العراق

بحلول عام 2011، استُخدمت هذه القنابل حتى الحدود العراقية الإيرانية من قِبل الميليشيات المدعومة من إيران لمهاجمة منشآت عسكرية أمريكية في العراق. واستُخدمت هذه القنابل في أفغانستان وعدة مواقع أخرى حول العالم، وعثر مكتب التحقيقات الفيدرالي (FBI) ومكتب الكحول والتبغ والأسلحة النارية والمتفجرات (ATF) على بعضها في منشآت تصنيع قنابل تابعة لخلايا إرهابية في الولايات المتحدة. يشير أحد التقارير الإعلامية إلى أن مثل هذه الذخيرة ربما استخدمت من قبل طالبان لإسقاط مروحية شينوك في أفغانستان في 6 أغسطس 2011.
استُخدمت أنواع جديدة من صواريخ IRAM، بما في ذلك صواريخ Volcano وصواريخ Elephant، خلال الحرب الأهلية السورية من قِبل كلٍّ من الحكومة والمتمردين، بالإضافة إلى قوات داعش في سوريا وأماكن أخرى. في معركة الموصل 2016-2017، استخدمت فرقة الرد السريع التابعة لوزارة الداخلية العراقية صواريخ IRAM مُركّبة على مركبات هامفي ضد داعش.

## روابط خارجية
- مقالة وكالة اسوشيتد برس
- مقالة صوت أمريكا| - ع - ن - ت حرب العراق (2003–2011)     | - ع - ن - ت حرب العراق (2003–2011)                                                                                                                                                                                                                                                                                                                                                                                                                                                                                                                                                                                                                                                                                                                                                                                                                                                                                                                                                                                                                                                                                                                                                                                                                                                                                                                                                                                                                                                                                                                                                                                                                                                                                  |
| -------------------------------------- | --- |
| - جزء من صراع العراق                   | |
| المقدمات                               | - الأساس المنطقي لحرب العراق - أنابيب الألومنيوم العراقية - أزمة نزع سلاح العراق - العراق وأسلحة الدمار الشامل - عمليات تزوير يورانيوم النيجر - برنامج الأسلحة البيولوجية العراقية - مبادرات السلام الفاشلة العراقية - مشروعية حرب العراق 2003 - الرأي العام في الولايات المتحدة بشأن غزو العراق - التغطية الإعلامية لحرب العراق - مقابلة صدام - انتهاكات مسندة إلى صدام حسين - حقوق الإنسان في العراق |
| الغزو                                  | - الخط الزمني لغزو العراق 2003 - التحضيرات لغزو العراق 2003 - القوات متعددة الجنسيات في العراق - معركة الناصرية - سقوط بغداد - معركة ممر ديبكة - إسقاط تمثال صدام في ساحة الفردوس - خطاب المهمة أنجزت - التكهن بأسلحة الدمار الشامل عقب غزو العراق عام 2003 - سلطة الائتلاف المؤقتة |
| الأحداث الرئيسة                        | - غزو العراق (2003) - إعدام صدام حسين (2006) - حرب العراق بمحافظة الأنبار (2003–2011) - جماعات مسلحة عراقية (2003–2011) - التمرد العراقي (2003–2006) - الحرب الأهلية العراقية (2006–2008) - اتفاق انسحاب القوات الأمريكية من العراق (2007–2011) |
| العمليات                               | \| 2003 \| - التنين محمول جوا [لغات أخرى]‏ - بابل القديمة - حربة البرق [لغات أخرى]‏ - بلدوغ ماموث [لغات أخرى]‏ - الإسهام الأسترالي - عقرب الصحراء [لغات أخرى]‏ - العمليات العسكرية للائتلاف - المطرقة الحديدية [لغات أخرى]‏ - العدالة الحديدية [لغات أخرى]‏ - آيفي بليزارد [لغات أخرى]‏ - التأخر في الشمال [لغات أخرى]‏ - Panther Squeeze [لغات أخرى]‏ - Peninsula Strike [لغات أخرى]‏ - عملية كوكب إكس - عملية الفجر الأحمر - عملية تليك \| \| 2004 \| - معركة سامراء - Bulldog Mammoth [لغات أخرى]‏ - عملية أطفال العراق - Iron Saber [لغات أخرى]‏ - معركة الفلوجة الثانية - معركة الفلوجة الثانية - Phantom Linebacker [لغات أخرى]‏ - Plymouth Rock [لغات أخرى]‏ - معركة الفلوجة الأولى - Warrior's Rage [لغات أخرى]‏ \| \| 2005 \| - Able Rising Force ‏ - Able Warrior ‏ - Badlands - عملية سايكلون - Dagger - Iron Hammer [لغات أخرى]‏ - ماتادور - New Market [لغات أخرى]‏ - الرمح - Squeeze Play [لغات أخرى]‏ - الستارة الفولاذية \| \| 2006 \| - الماجد - Gaugamela - Guardian Tiger ‏ - Iron Triangle [لغات أخرى]‏ - عملية ميدوسا - River Falcon ‏ - Scorpion - عملية سندباد [لغات أخرى]‏ - Swarmer - عملية معا إلى الأمام \| \| 2007 \| - عملية اللجاه [لغات أخرى]‏ - Arbead II ‏ - عملية آردنس [لغات أخرى]‏ - عملية النسر الأسود - عملية النسر المغوار - عملية فورسيث بارك - عملية فرض القانون - Leyte Gulf [لغات أخرى]‏ - Marne Avalanche [لغات أخرى]‏ - عملية شعلة مارن - عملية ماوتني [لغات أخرى]‏ - Phantom Strike [لغات أخرى]‏ - فانتوم ثاندر [لغات أخرى]‏ - Polar Tempest ‏ - Purple Haze ‏ - Saber Guardian [لغات أخرى]‏ - Sledgehammer - Stampede 3 [لغات أخرى]‏ - Tiger Hammer [لغات أخرى]‏ - عملية الحارس الشجاع - معركة بعقوبة \| \| 2008 \| - Operation Defeat Al Qaeda in the North - بشائر الخير - Operation Phantom Phoenix \| |
| ما بعد الحرب                           | - الأمر 81 - التمرد العراقي (2011–2013) - التدخل العسكري الدولي ضد تنظيم الدولة الإسلامية (داعش) (2014–الآن) - التدخل بقيادة الولايات المتحدة في العراق - الحرب الأهلية العراقية (2014–2017) (2014–2017) - التمرد العراقي (2017–الآن) (2017–الآن) |
| مواقف وآراء                            | - وجهات النظر حول غزو العراق عام 2003 - مشروعية غزو العراق عام 2003 - معارضة حرب العراق - احتجاجات ضد حرب العراق - نقد حرب العراق - مجلس الأمن الدولي وحرب العراق - المواقف الحكومية من حرب العراق قبل غزو العراق عام 2003 |
| جرائم الحرب                            | - مقتل الصحفيين بنيران القوات الأمريكية (2003) - مجزرة الفلوجة (2003) - إساءة معاملة السجناء والتعذيب في سجن أبي غريب (2004) - مجزرة حفلة عرس مكر الذيب (2004) - مجزرة حديثة (2005) - جرائم المحمودية (2006) - حادثة الإسحاقي (2006) - حادثة الحمدانية (2006) - الغارة الجوية على بغداد في 12 يوليو 2007 (2007) - مجزرة ساحة النسور (2007) - تسريب وثائق حرب العراق (2010) |
| التأثير                                | - لاجئون عراقيون - فريق الاستقصاء المتعلق بالعراق - أضرار بغداد خلال حرب العراق - نهب الآثار - مجلس الحكم العراقي - إعادة إعمار العراق - الإصلاح الاقتصادي في العراق - التكلفة المالية - ضحايا حرب العراق - لجنة تشيلكوت - حقوق الإنسان في العراق - كندا وحرب العراق |
| النصب التذكارية                        | - نصب العراق وأفغانستان التذكاري |
| قوائم                                  | - العمليات العسكرية في العراق من جانب الائتلاف بقيادة الولايات المتحدة - التفجيرات - إسقاطات الطيران والحوادث |
| الجدول الزمني للحرب                    | - 2003 - 2004 - 2005 - 2006 - 2007 - 2008 - 2009 - 2010 - 2011 |
| - تصنيف:حرب العراق - أخبار - ويكيميديا | |
| 2003                                   | - التنين محمول جوا [لغات أخرى]‏ - بابل القديمة - حربة البرق [لغات أخرى]‏ - بلدوغ ماموث [لغات أخرى]‏ - الإسهام الأسترالي - عقرب الصحراء [لغات أخرى]‏ - العمليات العسكرية للائتلاف - المطرقة الحديدية [لغات أخرى]‏ - العدالة الحديدية [لغات أخرى]‏ - آيفي بليزارد [لغات أخرى]‏ - التأخر في الشمال [لغات أخرى]‏ - Panther Squeeze [لغات أخرى]‏ - Peninsula Strike [لغات أخرى]‏ - عملية كوكب إكس - عملية الفجر الأحمر - عملية تليك |
| 2004                                   | - معركة سامراء - Bulldog Mammoth [لغات أخرى]‏ - عملية أطفال العراق - Iron Saber [لغات أخرى]‏ - معركة الفلوجة الثانية - معركة الفلوجة الثانية - Phantom Linebacker [لغات أخرى]‏ - Plymouth Rock [لغات أخرى]‏ - معركة الفلوجة الأولى - Warrior's Rage [لغات أخرى]‏ |
| 2005                                   | - Able Rising Force ‏ - Able Warrior ‏ - Badlands - عملية سايكلون - Dagger - Iron Hammer [لغات أخرى]‏ - ماتادور - New Market [لغات أخرى]‏ - الرمح - Squeeze Play [لغات أخرى]‏ - الستارة الفولاذية |
| 2006                                   | - الماجد - Gaugamela - Guardian Tiger ‏ - Iron Triangle [لغات أخرى]‏ - عملية ميدوسا - River Falcon ‏ - Scorpion - عملية سندباد [لغات أخرى]‏ - Swarmer - عملية معا إلى الأمام |
| 2007                                   | - عملية اللجاه [لغات أخرى]‏ - Arbead II ‏ - عملية آردنس [لغات أخرى]‏ - عملية النسر الأسود - عملية النسر المغوار - عملية فورسيث بارك - عملية فرض القانون - Leyte Gulf [لغات أخرى]‏ - Marne Avalanche [لغات أخرى]‏ - عملية شعلة مارن - عملية ماوتني [لغات أخرى]‏ - Phantom Strike [لغات أخرى]‏ - فانتوم ثاندر [لغات أخرى]‏ - Polar Tempest ‏ - Purple Haze ‏ - Saber Guardian [لغات أخرى]‏ - Sledgehammer - Stampede 3 [لغات أخرى]‏ - Tiger Hammer [لغات أخرى]‏ - عملية الحارس الشجاع - معركة بعقوبة |
| 2008                                   | - Operation Defeat Al Qaeda in the North - بشائر الخير - Operation Phantom Phoenix |